# Pepa a Loba
Pepa a Loba es una figura mítica de Galicia, una legendaria bandolera gallega de finales del siglo XIX, que según la leyenda consiguió su fama asaltando caminos y robando a los caciques y a los curas.

## Dudas sobre su existencia
Los cuentos que hablan de la existencia de una bandida llamada Pepa a Loba, que dirigiría su propia banda de ladrones, son muchos y están repartidos por toda Galicia. Todos ellos hacen referencia al siglo XIX.
Además de los cuentos, existe una referencia escrita que parece probar la existencia real de Pepa a Loba y es una mención que la escritora y penalista Concepción Arenal hace de ella después de una visita a la cárcel de La Coruña.
El escritor Carlos Reigosa, autor de una novela sobre la vida de Pepa a Loba, entiende que, según sus fuentes, la famosa bandida debió nacer en el norte de la provincia de Pontevedra en la década de 1830, que actuó en las tierras del centro de Galicia, desde Monterroso hasta la costa occidental, y que en los años sesenta cambió su ámbito de operación hacia las tierras del norte de Lugo. Según Reigosa, además, habría testigos populares que apuntarían a la existencia de una casa de su propiedad en la Terra Chá y que antes de estar presa en La Coruña había pasado por la cárcel de Mondoñedo.

## La teoría de la autoría múltiple
Otra posibilidad que se baraja es que hubiera más de una Pepa a Loba. De esta manera, una primera bandida llevaría este apodo, y otras mujeres que se dedicaron al bandolerismo adoptarían o bien serían conocidas por la misma denominación. Eso podría explicar la cantidad de referencias a la existencia de Pepa a Loba que se dan por toda Galicia.

## Mitología gallega
Pepa a Loba es la mujer arquetipo del bandolerismo generoso muy extendido en Europa como Robin Hood en Inglaterra. Puede tener relación con la reina Lupa, mencionada en el Códice Calixtino y tiene semejanzas con la Peeira dos Lobos también conocida como hada de los lobos, ambas pertenecientes al imaginario popular de la mitología gallega.

## Leyenda de bandolera
Emilia Pardo Bazán y Ramón María del Valle-Inclán, entre otras personalidades de la literatura gallega del siglo XIX, le dieron vida a un bandolerismo en Galicia imitado del bandolerismo andaluz, pero sin la realidad sociológica gallega. Es probable que la lectura popular de esa literatura creara las leyendas que desde finales del siglo XIX recorren toda Galicia con las aventuras extraordinarias de la ladrona Pepa a Loba.
En 1968 Aurelio Miras Azor escribió la novela Juventud de Pepa Loba; o como la sociedad creó una delincuente. Gracias al ejercicio de su profesión como abogado por tierras gallegas (La Estrada, Rodeiro, Lalín, Bandeira) tuvo acceso a mucha información que le ayudó a escribir su libro.
Su repercusión se prolonga hasta la música, de la mano del grupo gallego Heredeiros da Crus, que titularon su primer álbum en 1994, A cuadrilla de Pepa a Loba. Inspirado en Pepa a Loba nace en 2017 el grupo A banda da loba, integrado por cinco mujeres que reivindican el papel de la mujer luchadora como fue la mítica bandolera y a quien dedican la canción Pepa en la que se cuenta su historia.